# 실천신학대학원대학교
실천신학대학원대학교(實踐神學大學院大學校, Graduate School of Practical Theology)는 경기도 이천시에 있는 사립 대학원대학이다. 총장은 노영상 박사이다.

## 연혁
실천신학대학원대학교는 학교법인 실천신학대학원의 은준관 등에 의하여 2005년 3월 1일 설립되었다.

## 교육편제
실천신학대학원대학교는 전문대학원 과정으로, 실천신학과 단일학과로 석사 1학과, 박사 1학과 과정을 제공하고 있다.